# Mossoró
Mossoró(ver ortografia) é um município brasileiro no interior do estado do Rio Grande do Norte, capital do Semiárido brasileiro. Ocupa uma área de aproximadamente 2 100 km², sendo o maior município do estado em área, estando distante 281 quilômetros da capital estadual, Natal. Com uma população de 264.577 habitantes, de acordo com o censo demográfico de 2022, é o segundo mais populoso do Rio Grande do Norte, depois da capital, o mais populoso do interior do estado e o 108° do Brasil.
Localizado entre duas capitais, Natal e Fortaleza, ambas ligadas pela BR-304, que contorna o município, Mossoró é uma das principais cidades do interior nordestino e vive um intenso crescimento econômico e de infraestrutura, sendo uma das cidades brasileiras de médio porte mais atraentes para investimentos no país. O município é um dos maiores produtores nacionais de petróleo em terra e sua economia tem como destaque a fruticultura irrigada, voltada em grande parte para a exportação.
Separado de Assu em 1852, o município possui sua história marcada por fatos notórios, dentre os quais a abolição da escravidão (1883), cinco anos antes da Lei Áurea, o primeiro voto feminino e a resistência histórica ao bando de Lampião (1927). Reduto cultural do Rio Grande do Norte, Mossoró se destaca também pelo turismo de negócios. As festividades realizadas na cidade anualmente atraem uma enorme quantidade de turistas, como o Mossoró Cidade Junina, um dos maiores arraiás do Brasil, e o Auto da Liberdade, o maior espetáculo brasileiro em palco ao ar livre.

## Toponímia
Não se sabe ao certo a origem do topônimo "Mossoró", mas existem várias versões contadas a respeito desse assunto. Conta-se que o nome provém de "Monxoró", nome atribuído aos primeiros indígenas que habitavam a região. Outros dizem que o nome vem de "Mororó", árvore resistente e flexível.
De acordo com as atuais regras de ortografia da língua portuguesa, a grafia correta é Moçoró, pois prescreve-se o uso da letra "ç" para palavras de origem tupi. O nome vem do tupi e quer dizer erosão, corte, ruptura. Ao longo dos anos, a grafia foi alterada para mo-so-'roka, mossoró e finalmente para moçoró. Do mesmo vocábulo vem moçoroense, que é o natural do município.

## História

### Origens
Por volta de 1600, por meio de cartas e documentos que faziam referência às salinas existentes na região, acredita-se que, pela primeira vez, o território que hoje corresponde ao município de Mossoró teria sido povoado. De acordo com Luís da Câmara Cascudo, historiador potiguar experiente e notório, os holandeses Gedeon Morris de Jonge e Elbert Smiente extraíam o sal existente na região até meados de 1644.
Fernando Martins Mascarenhas, que era governador de Pernambuco, concedeu, em 1701, terras em Paneminha ao Convento do Carmo de Recife, com sesmarias de entrada em volta, que ainda hoje pertencem ao município de Mossoró. Do mesmo modo, foram sendo concedidas mais terras a brasileiros e portugueses. Durante o século XVIII, às margens de um rio, várias fazendas instaladas por proprietários vindos de outras regiões. A população desses lugares era restrita somente aos vaqueiros, criadores e procuradores da fazenda, uma vez que seus donatários moravam geralmente fora de suas propriedades, como em Natal ou em outras províncias vizinhas, como a Paraíba e o Ceará. Acredita-se que as primeiras pessoas a se instalarem de forma definitiva em suas propriedades foram as famílias Gamboa, Guilherme e Ausentes, que habitavam locais situados às margens do Rio Mossoró, e foram se espalhando para outros lugares até chegarem a Apodi.
Ainda no século XVIII, mudou-se para o mesmo lugar o sargento-mor português Antônio de Souza Machado e sua família, em meados de 1760, com anseio de povoar aquele lugar. Ele foi proprietário da fazenda Santa Luzia e mandou construir uma capela de Santa Luzia, um dos marcos fundamentais ao surgimento de Mossoró. A capela foi fundada oficialmente no dia 5 de agosto de 1772.

### Século XIX
Em 27 de outubro de 1842, por meio da resolução provincial n° 87, é criado o distrito de Mossoró, parte do município de Assu, e a freguesia de Santa Luzia, desmembrada de Apodi, e a capela é elevada à categoria de matriz. Até a nomeação de seu primeiro vigário, o Padre Antônio Joaquim Rodrigues, em 1844, a nova paróquia foi conduzida interinamente pelo padre José Antônio Lopes da Silveira. Em 15 de março de 1852, a lei provincial 246 desmembra o distrito e o eleva Mossoró à categoria de vila, tornando-se um novo município do Rio Grande do Norte. Em 23 de março seguinte, é criado o distrito de São Sebastião, atual município de Governador Dix-Sept Rosado. Ainda naquele ano, foram realizadas as primeiras eleições para a Câmara Municipal, que foi solenemente instalada em 24 de janeiro de 1853, sob a presidência do padre Antônio Freire de Carvalho. Em 1855, o Padre Antônio Joaquim, vigário paroquial de Mossoró, cria irmandade de Santa Luzia e, a partir de 1858, a capela de Santa Luzia é demolida, sendo reconstruída nos próximos dez anos seguintes.
Pela lei provincial n° 499, de 23 de maio de 1861, é criada a Comarca de Mossoró, desmembrada da Comarca de Assu. Finalmente, em 9 de novembro de 1870, a lei provincial 620 elevou a vila de Mossoró à categoria de cidade. Em 1872, é realizado o primeiro censo demográfico do Brasil e Mossoró era, dentre os 22 municípios da província na época, o décimo-quarto em população, com exatos 8 000 mil habitantes, dos quais 293 eram escravos. Em 17 de outubro desse mesmo ano, o jornalista Jeremias da Rocha Nogueira funda o jornal O Mossoroense e, em 5 de dezembro, é criado o distrito de Areia Branca (correspondente hoje aos territórios de Areia Branca, Grossos e Tibau), extinto em 19 de dezembro de 1876. Já em 18 de agosto de 1873, a Câmara Municipal autoriza a construção da primeira necrópole da cidade, que hoje é o cemitério São Sebastião. No mesmo ano, é fundada a loja maçônica de Mossoró.
Em 30 de agosto de 1875, na sede do jornal O Mossoroense, cerca de trezentas mulheres, lideradas por Anna Floriano, saíram revoltadas pelas ruas da cidade em passeata realizaram um motim, protestando contra a obrigatoriedade do alistamento militar. As mulheres fizeram de refém o escrivão de paz e em praça pública rasgaram o livro e os papéis que recrutavam os homens mossoroenses a ingressarem nas forças armadas para lutarem na Guerra do Paraguai. Entre 1877 e 1879, o Nordeste foi assolado por uma grande seca, que gerou uma fuga em massa de pessoas da cidade para o litoral, incluindo a maioria dos escravos e, em 1878, é construída a cadeia pública de Mossoró.
Em 1882, tem-se início um movimento abolicionista, que tinha como objetivo acabar com o trabalho escravo em Mossoró, que levou à fundação da Sociedade Libertadora Mossoroense em 6 de janeiro de 1883. Naquele ano, restavam apenas 86 escravos, dos quais quarenta foram libertos por alforria em junho, na loja maçônica. A abolição efetiva se deu em 30 de setembro de 1883 e a cidade passaria a receber muitos escravos fugitivos de outras cidades.
Em 1 de junho de 1886, é extinto o distrito de São Sebastião, recriado em 2 de abril de 1887, ano em que também foi criada a primeira agência de correios e telégrafos. Após a queda da monarquia e Proclamação da República, em 15 de novembro de 1889, o governo do Rio Grande do Norte baixa um decreto dissolvendo a Câmara de Mossoró e criando a intendência municipal, fato que ocorreu em 18 de janeiro de 1890. Em 22 de novembro do mesmo ano, o distrito de Areia Branca é recriado por decreto, tornando-se município em 16 de fevereiro de 1892.

### De 1900 a 1926
Após a criação da primeira escola de ensino secundário de Mossoró, em 7 de setembro de 1900, o bispo da Diocese da Paraíba, Dom Adauto Aurélio de Miranda Henriques, funda o Ginásio Santa Luzia, atual Colégio Diocesano Santa Luzia, em 2 de março de 1901, nomeando o Cônego Estevam Dantas, vigário paroquial, como seu primeiro diretor. O ginásio foi fechado pela diocese em 1908, sendo reaberto somente em 1912, quando o Rio Grande do Norte agora estava sob a jurisdição da Diocese de Natal, criada em dezembro de 1909.
Em 30 de setembro de 1904, na comemoração dos 21 anos de abolição da escravidão em Mossoró, é inaugurado o Monumento da Liberdade, onde hoje é a Praça da Redenção. Em 15 de novembro de 1908, o governo estadual cria o Grupo Escolar 30 de Setembro, instalado em 12 de maio do ano seguinte. Menos de um mês depois, no dia 12 de dezembro, Mossoró ganha seu primeiro cinema, o Cine-Teatro Almeida Castro, que funcionava no Grande Hotel.

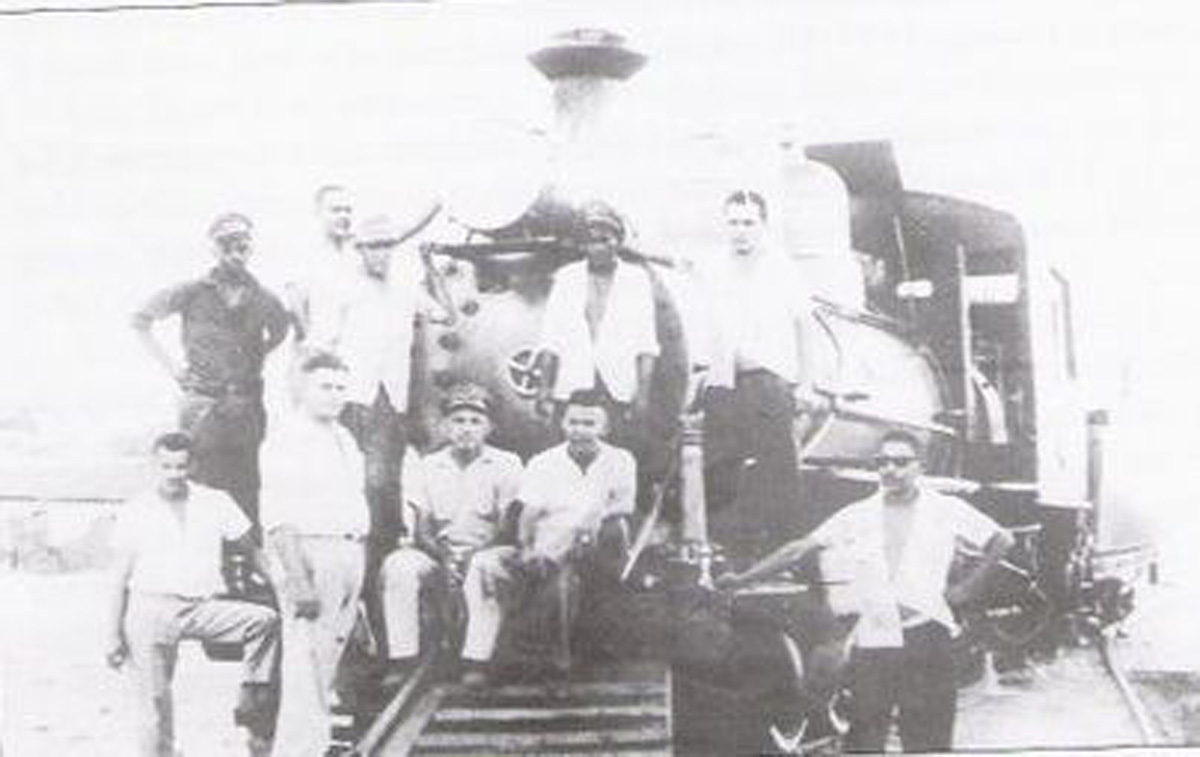
Primeira locomotiva da Estrada de Ferro Mossoró-Porto Franco, em 1915

Em 1912, chega à cidade o cinema Politeama, um ano após se instalar em Natal, e as irmãs franciscanas fundaram o Colégio Sagrado Coração de Maria, no dia 2 de agosto. Em 13 de setembro de 1913, quase trinta anos após a abolição da escravidão, a intendência de Mossoró torna o dia 30 de setembro feriado municipal. Em 1914, é inaugurado o novo matadouro público municipal e é elaborada a primeira planta da cidade, pelo engenheiro Henrique de Novaes. Em 1915, ano em que outra grande seca assolou Mossoró, começa a funcionar a estrada de ferro de Mossoró a Porto Franco, atual Areia Branca e, em 19 de dezembro de 1916, é fundada a Empresa Força e Luz e Melhoramentos de Mossoró e toda a cidade passa a ser iluminada por luz elétrica, substituindo os lampiões alimentados a querosene. Após ter lançada sua pedra fundamental em outubro de 1915, a Igreja São Vicente é inaugurada em julho de 1919.
Em 19 de janeiro de 1922, por decreto do governo do estado, é criada a Escola Normal Primária de Mossoró, atual Escola Estadual Jerônimo Rosado, inaugurada um mês e meio depois, em 2 de março. Em 7 de setembro seguinte, quando o Brasil celebrava seu primeiro centenário de independência, a Praça do Mercado passa a se chamar Praça da Independência e, em seu centro, é inaugurado um obelisco. Em 23 de julho de 1926, o bispo diocesano de Natal, Dom José Pereira Alves, cria a Paróquia do Sagrado Coração de Jesus, instalada em 1° de agosto. A capela, que se tornara matriz, foi erguida entre 1904 e 1907.

### Resistência ao bando de Lampião e primeiro voto feminino

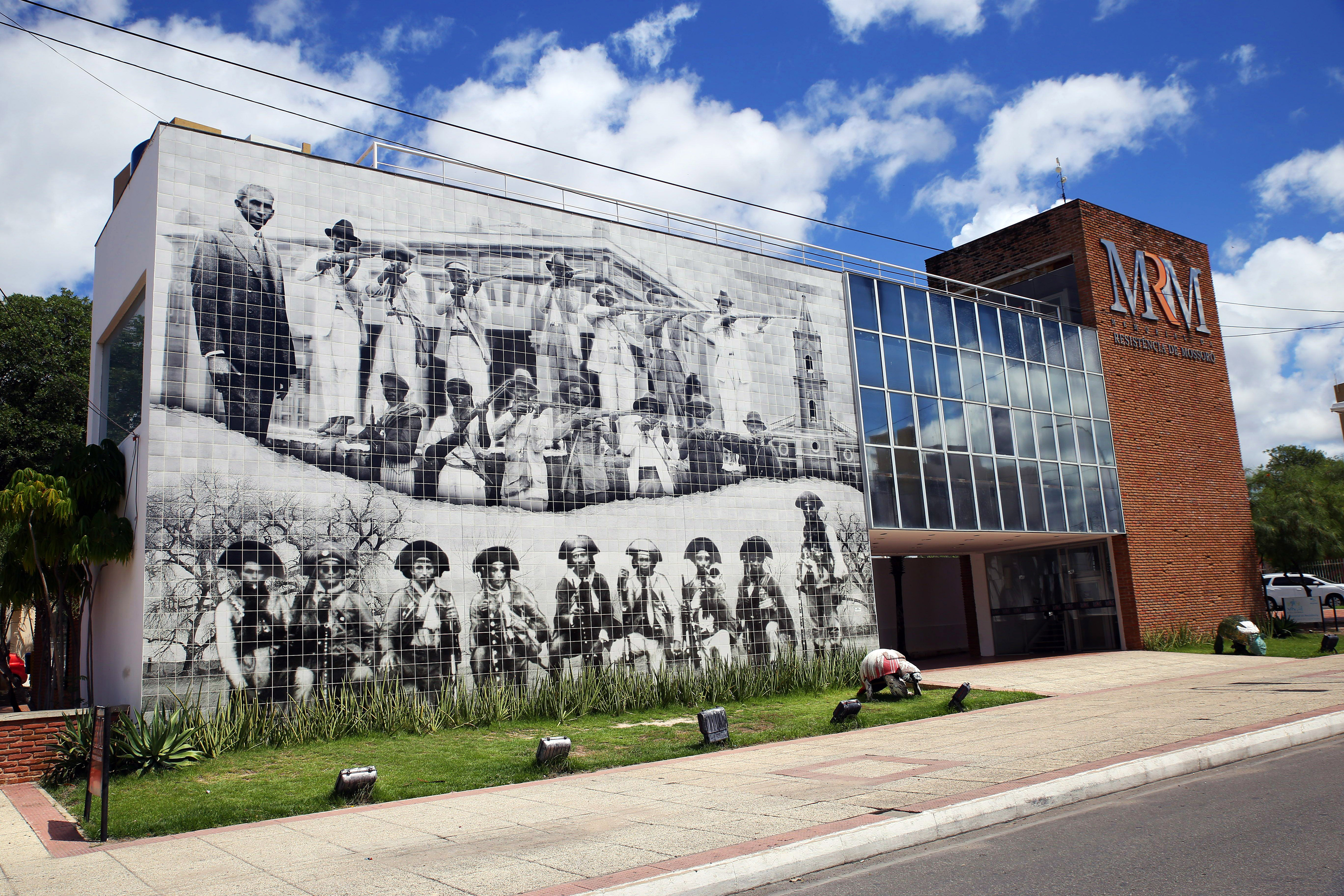
Prédio principal do Memorial da Resistência Mossoroense, um museu que conta com exposições que destacam a invasão ao bando de Lampião à cidade em 1927

Mais um importante ato libertário ocorrido em Mossoró, ano de 1927, foi a resistência ao bando do cangaceiro mais famoso do nordeste brasileiro: Virgulino Ferreira da Silva, popularmente conhecido como "Lampião". Nesse mesmo ano, o município experimentava um notável crescimento econômico, tanto no comércio e na indústria. O bando entrou no Rio Grande do Norte pelo município de Luís Gomes, entre os dias 9 de 10 de junho, percorrendo várias cidades do oeste do Rio Grande do Norte, até chegarem a Mossoró, onde Lampião sofreu sua única derrota desde o seu início de vida como cangaceiro.
No dia 12 de junho, o cangaceiro e seus companheiros chegaram ao distrito de São Sebastião, atual município de Governador Dix-Sept Rosado, na época um distrito de Mossoró, hoje. De lá, enviou um telegrama à população de Mossoró, avisando sobre o ataque do bando, fazendo com que a cidade entrasse em desespero. O prefeito Rodolfo Fernandes resolveu organizar um êxodo, montando trincheiras para conter os invasores.
Em 13 de junho, Lampião e seu bando chegaram ao Sítio Saco, onde enviou um bilhete exigindo uma quantia total de 400 réis em dinheiro para não invadir a cidade, que foi negada pelo prefeito. O ataque a Mossoró só começou de fato às quatro horas da tarde, quando o líder do bando dividiu seus cangaceiros em três grupos diferentes, cada um com a função de atacar um local diferente: o primeiro grupo atacou a casa do prefeito; o segundo invadiu e atacou a estação ferroviária de Mossoró, enquanto o terceiro teve a função de atacar o que hoje é o Cemitério São Sebastião. Uma hora depois, o bando recuou, deixando Colchete (morto no momento do confronto) e Jararaca para trás. Este último foi ferido, preso e morto poucos dias depois do ataque e encontra-se enterrado no mesmo cemitério que havia sido invadido pelo bando, sendo considerado depois um elemento de culto pelos mossoroenses.
No ano seguinte, o município fez novamente história por ser o local onde ocorreu o primeiro voto feminino do Brasil. Este é um episódio considerado de grande relevância no mundo, uma vez que a maioria dos países também proibia o voto feminino. Na época, a constituição brasileira, datada de 1891, permitia apenas aos ricos o direito ao voto. As mulheres, escravos, analfabetos e pobres não tinham esse direito. Foi em 1928 que Celina Guimarães Viana, professora e árbitra de futebol, obteve o primeiro título eleitoral e o primeiro voto feminino do país. Isso levou mulheres potiguares e de outros nove estados brasileiros a fazerem um grande movimento nas ruas das cidades para reivindicarem o direito ao voto, que já havia sido conquistado no Rio Grande do Norte. No Brasil, as mulheres só ganharam o direito ao voto somente seis anos depois, em 1934, durante o governo do presidente Getúlio Vargas.

### 1929-1980

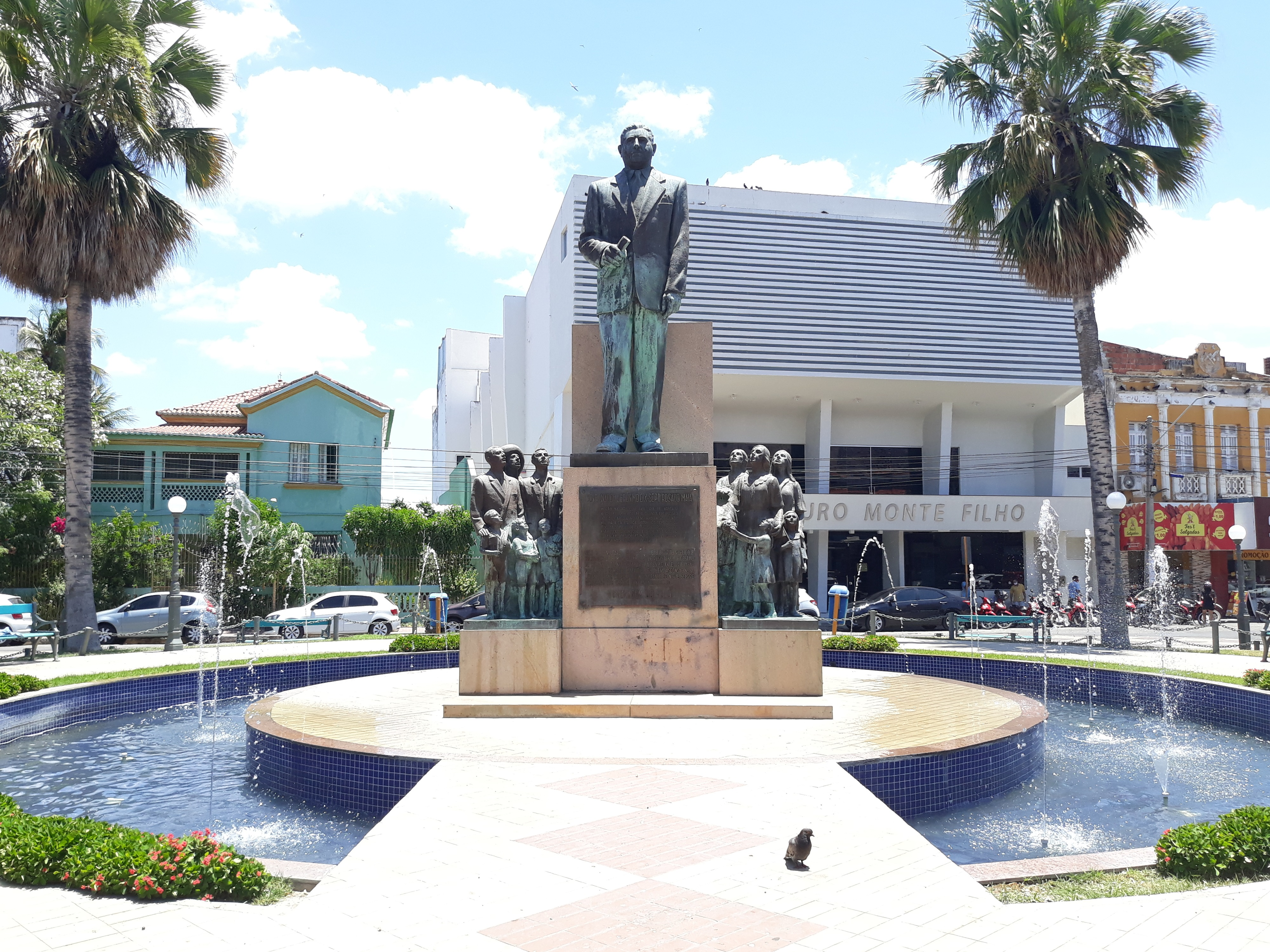
Estátua de Dix-Sept Rosado na Praça Vigário Antônio Joaquim, no centro de Mossoró

Em 1° de janeiro de 1929, toma posse o primeiro prefeito constitucional de Mossoró, Rafael Fernandes Gurjão, eleito em 2 de setembro do ano anterior e permanecendo no cargo por apenas três meses, até 2 de abril, quando assumiu seu vice, Vicente Carlos Saboia Filho. Este foi deposto em 8 de outubro de 1930, quando por decreto todos os prefeitos dos municípios do Rio Grande do Norte foram destituídos de seus mandatos.
Em 28 de julho de 1934, por meio da bula Pro Eclesiarum Omnium do Papa Pio XI, foi criada a Diocese de Mossoró, desmembrada da Diocese de Natal e sufragânea da Arquidiocese da Paraíba. A notícia, contudo, só chegou a Mossoró em 14 de setembro, quando o vigário da paróquia de Santa Luzia, o padre Luiz Ferreira da Cunha Mota, recebeu um telegrama do bispo de Natal, Dom Marcolino Esmeraldo de Souza Dantas, que fora nomeado administrador apostólico da nova diocese, solenemente instalada em 18 de novembro de 1934.
Em 23 de janeiro de 1943, Mossoró ganha o Cine Pax, em frente à Praça Rodolfo Fernandes, que funcionava no primeiro andar, em cima da residência de seu proprietário, o empresário cearense Jorge Pinto. O cinema foi aberto ao público com a exibição do filme A Formosa Bandida. Outro cinema, o Cine Déa, instalou-se em 1944. Até os anos 1960, ao menos sete cinemas abriram na cidade, dentre eles o Cine Cid, de frente à Praça Vigário Antônio Joaquim, inaugurado em 22 de julho de 1964 com a apresentação do filme O Candelabro Italiano.

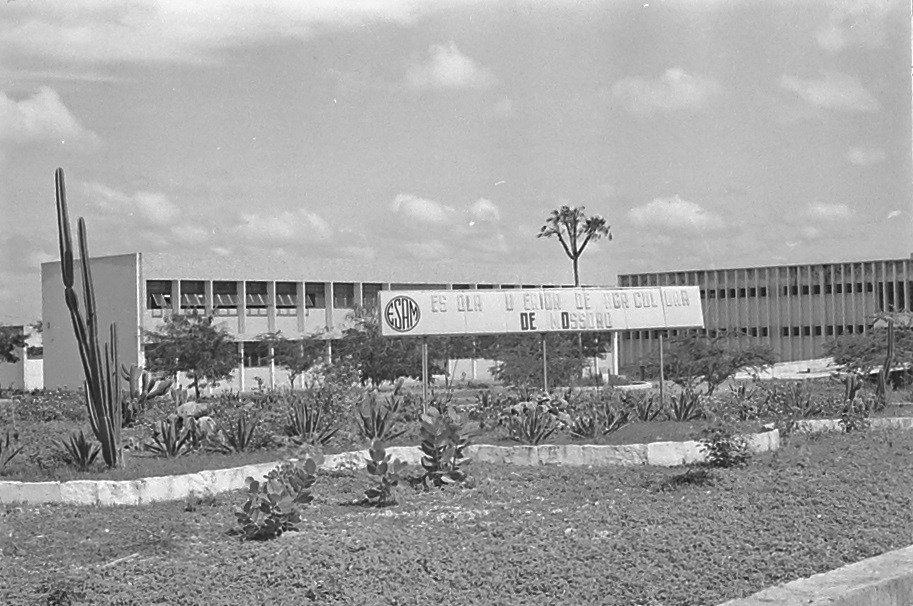
Escola Superior de Agricultura de Mossoró (ESAM) no ano de 1974

Em 29 de março de 1964, bispo diocesano Dom Gentil Diniz Barreto extingue a Paróquia do Sagrado Coração de Jesus e eleva a Igreja de São Manoel à categoria de matriz. A Igreja do Sagrado Coração de Jesus passou se torna um santuário de adoração ao Santíssimo Sacramento e passa a pertencer à paróquia de Santa Luzia. Em 18 de abril de 1967, o prefeito de Mossoró criou, por decreto, a Escola Superior de Agricultura de Mossoró (ESAM), que foi inaugurada oito meses depois, em 22 de dezembro, tendo realizado seu primeiro vestibular no ano seguinte e formado sua primeira turma em 1971, do curso de agronomia.
Em 1970, quando a população do município chegou a 97 245 habitantes, é criado o distrito industrial de Mossoró e, em 1975, surge o bairro da Abolição e é instituído o primeiro plano diretor de Mossoró, que delimitou pela primeira vez o perímetro urbano do município. Três anos depois, é descoberto o primeiro poço de petróleo em Mossoró, onde fica o Hotel Thermas.

### Década de 1980-presente
Em 1980, Mossoró teve sua área urbana ampliada, com a criação de novos bairros, e a população chegava a 145 981 pessoas. Em 15 de dezembro de 1981, o distrito de Baraúna é desmembrado e se torna um novo município do Rio Grande do Norte. Naquela década, Mossoró se tornaria um polo da fruticultura irrigada, com destaque na produção de melão. A expansão urbana e o crescimento populacional continuariam crescendo, porém em um ritmo menor se comparado às décadas passadas. Por outro lado, o transporte ferroviário perderia relevância, com a desativação da Estrada de Ferro Mossoró-Sousa que levou, em 1995, à extinção da Companhia Estrada de Ferro de Mossoró, que operava a linha férrea.
Em 1984, a Diocese de Mossoró completou cinquenta anos de sua criação e o Papa João Paulo II proclamou Santa Luzia padroeira da diocese. Em 1985, a cidade foi atingida por chuvas intensas e o Rio Mossoró registrou a maior cheia de sua história, inundando o Centro e áreas ribeirinhas. Já em 1986, foi descoberto mais petróleo no município, desta vez na localidade de Canto do Amaro, às margens da BR-110, na zona rural, tornando Mossoró o maior produtor nacional do recurso em terra. Nas eleições de 1988, a cidade elege pela primeira vez uma mulher prefeita, Rosalba Ciarlini, que administrou o município até 1992. Em 1990, a cidade ganha cinco novos bairros e, no censo de 1991, a população era de 192 267 habitantes, uma taxa de crescimento ainda menor se comparado aos anos de 1960 a 1980.
Rosalba foi sucedido por Dix-Huit Rosado, prefeito de Mossoró em outras duas ocasiões anteriores. Em 29 de dezembro de 1994, Mossoró ganha a Unidade de Ensino Descentralizada de Mossoró (ETFRN/UNED), a partir de 1999 Centro Federal de Educação Tecnológica do Rio Grande do Norte (CEFET-RN) e, em 2008, transformado no Instituto Federal do Rio Grande do Norte (IFRN). Em 22 de outubro de 1996, o prefeito Dix-Huit Rosado morre no exercício do cargo, sendo sucedido por Sandra Rosado. Nas eleições daquele ano, Rosalba volta a ser eleita prefeita do município. Em 24 de setembro de 1999, a antiga estação ferroviária de Mossoró é reinaugurada, transformando-se na Estação das Artes Elizeu Ventania, nome de um poeta e repentista local.
Nas eleições de 2000, Rosalba é eleita para seu terceiro mandato. Em 2004, é inaugurado o Teatro Municipal Dix-Huit Rosado Maia, na Praça Cícero Dias. Em 29 de julho de 2005, depois de 38 anos de criação da ESAM, esta se torna a Universidade Federal Rural do Semi-Árido (UFERSA), por meio da lei federal 11 155. Em 2008, é inaugurado o Memorial da Resistência Mossoroense. Nas eleições de 2012, vence a candidata Cláudia Regina, empossada em 2013 e que, no entanto, teve seu mandato cassado definitivamente em dezembro do mesmo ano, sendo sucedido pelo presidente da Câmara Municipal, Silveira Júnior. Em 2016, Rosalba Ciarlini foi eleita para o seu quarto mandato à frente da prefeitura de Mossoró. Em 2018, uma lei municipal tornou a Praça Vigário Antônio Joaquim o marco zero da cidade. Nas eleições de 2020, é eleito o candidato Allyson Bezerra, reeleito em 2024 com a maior votação da história do município.

## Geografia
De acordo com a divisão do Instituto Brasileiro de Geografia e Estatística (IBGE) vigente desde 2017, o município pertence às regiões geográficas intermediária e imediata de Mossoró. Até então, com a vigência das divisões em microrregiões e mesorregiões, o município fazia parte da microrregião de Mossoró, que por sua vez estava incluída na mesorregião do Oeste Potiguar. Dista 281 quilômetros de Natal, capital estadual, 237 quilômetros de Fortaleza, Ceará (capital estadual mais próxima) e 1 977 quilômetros de Brasília, capital federal. Com uma área de 2 099,36 km² (3,9753% da superfície estadual), Mossoró é o maior município em extensão territorial do Rio Grande do Norte e se limita com os municípios de Aracati (Ceará), Tibau e Grossos a norte; Governador Dix-Sept Rosado e Upanema a sul; Areia Branca, Serra do Mel e Assu a leste e Baraúna a oeste.
O relevo do município, com altitudes predominantes abaixo de cem metros, é formado pela Chapada do Apodi (que abrange terrenos cortados pelos rios Apodi-Mossoró e Piranhas-Açu e com tendência ligeiramente elevada), Depressão Sertaneja-São Francisco (terrenos entre a Chapada do Apodi e o Planalto da Borborema), depressão sublitorânea (terrenos de transição entre os tabuleiros costeiros e o Planalto da Borborema) e planícies fluviais (localizadas às margens dos rios). O ponto culminante do município é a Serra Mossoró, a dezesseis quilômetros da cidade, cujo pico está a uma altitude de 268 metros.
O município possui todo o seu território situado na Bacia Hidrográfica do Rio Apodi/Mossoró. Os principais rios que cortam o município são o Apodi/Mossoró e do Carmo. Os principais riachos são o Bonsucesso, do Cabelo Negro, de São Raimundo e do Pai Antônio. Os maiores reservatórios, com capacidade igual ou superior a cem mil metros cúbicos de água (m³) são o Açude Favela (500 000 m³), as barragens Lagoa de Paus (264 000 m³), de Baixo (250 000 m³), Mossoró e Santana dos Pintos (ambos com capacidade para 100 000 m³).
A biodiversidade no município de Mossoró pode ser observada tanto na flora, quanto na fauna, especialmente nesta última em virtude de ter sido descoberta neste município a espécie Hypsolebias bonita, uma espécie de peixe anual (killifish) que é conhecida na região como "peixe das nuvens", que recebeu esse nome em homenagem à cangaceira Maria Bonita.

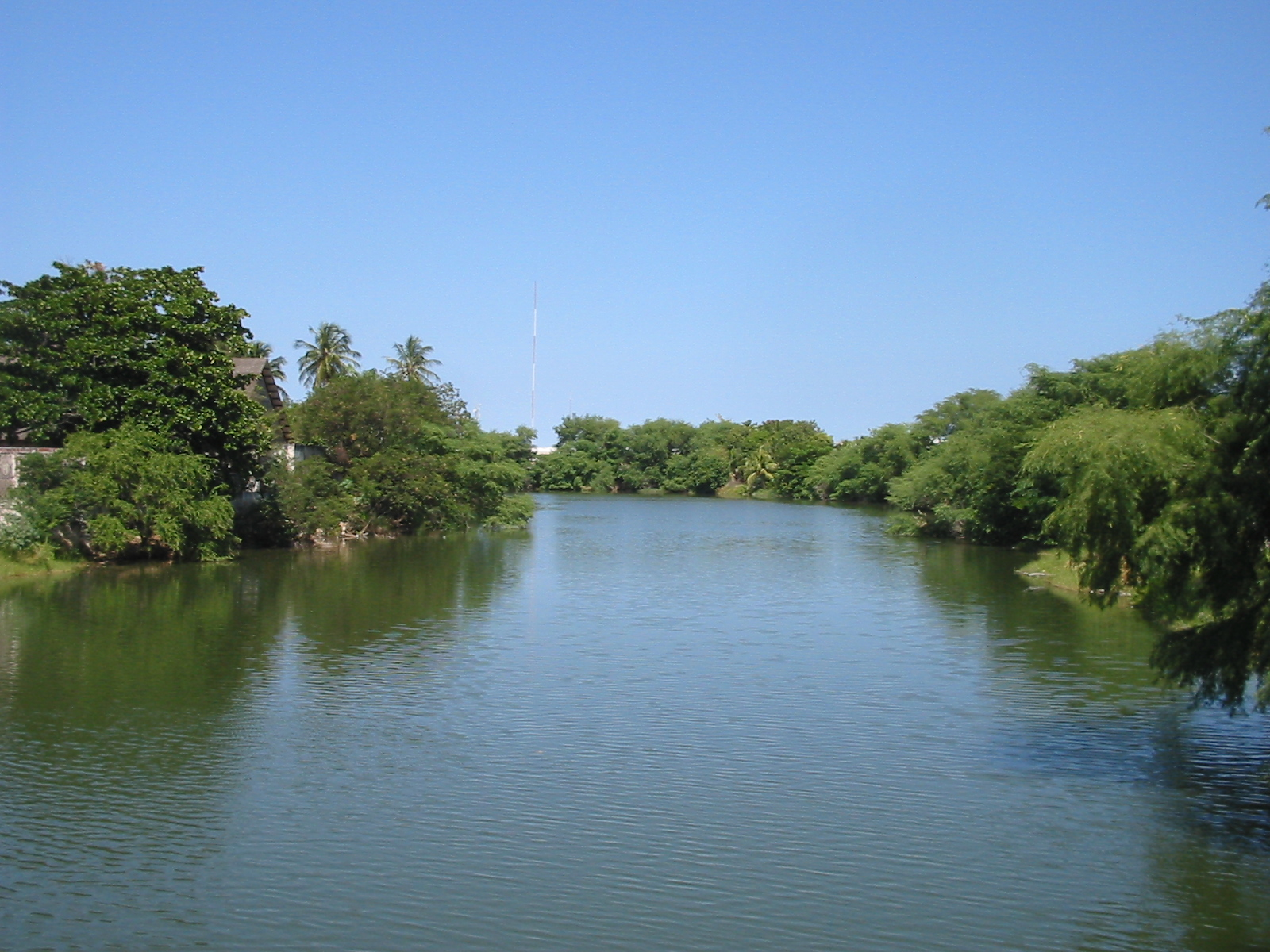
Rio Mossoró, com a vegetação da caatinga hiperxerófila em suas margens.

Os tipos de solo predominantes são o cambissolo eutrófico, que possui alto nível de fertilidade, textura de argila e drenagem de boa a moderada; a rendzina, semelhante ao cambissolo, mas com drenagem moderada a imperfeita; e o latossolo, do tipo vermelho amarelo eutrófico, com nível fertilidade entre médio a alto, textura média e drenagem de boa a extrema. Há ainda os solos podzólico vermelho amarelo equivalente eutrófico, o solonchak e o vertissolo.
Esses solos são cobertos pela caatinga hiperxerófila, vegetação formada por espécies de baixo porte adaptadas à seca, como o faveleiro, a jurema-preta e o mufumbo, além da vegetação halófila, com espécies adaptadas ao alto grau de salinidade (entre os quais o bredo e o pirrixiu), e dos carnaubais, vegetação que possui a carnaubeira e a palmeira como espécies predominantes. Parte do território mossoroense está inserido no Parque Nacional da Furna Feia, área de preservação ambiental com 8 494 hectares de área (a maior parte no município de Baraúna e o restante em Mossoró), criado por decreto presidencial em 5 de junho de 2012, nas comemorações do Dia Mundial do Meio Ambiente, com o objetivo de preservar o bioma da caatinga local.
Mossoró, com seu clima semiárido do tipo Bsh, é um dos municípios mais quentes do Rio Grande do Norte, com temperaturas podendo chegar aos 38 °C em algumas ocasiões, e a sensação térmica passar dos 40 °C. As precipitações se concentram no primeiro semestre do ano e ocorrem sob a forma de chuva, mais raramente de granizo, podendo também virem acompanhadas de raios e trovoadas e ainda serem de forte intensidade. Durante a tarde, em especial na estação seca, a umidade do ar despenca, muitas vezes para abaixo dos 30%, bem abaixo dos 60% considerados ideais pela Organização Mundial da Saúde (OMS). Segundo dados do Instituto Nacional de Meteorologia (INMET), de 1970 a 2008, e da Empresa de Pesquisa Agropecuária do Rio Grande do Norte (EMPARN), a partir de março de 2021, a menor temperatura registrada em Mossoró foi de 16 °C em 7 de junho de 1996 e a maior atingiu 39,6 °C em 14 de outubro de 1979, ambas registradas pelo INMET. O maior acumulado de precipitação alcançou 203,5 mm em 22 de abril de 2013. O recorde de mensal de precipitação pertence a abril de 1985, com 677,2 mm acumulados.
| Dados climatológicos para Mossoró                                                                                       | Dados climatológicos para Mossoró | Dados climatológicos para Mossoró | Dados climatológicos para Mossoró | Dados climatológicos para Mossoró | Dados climatológicos para Mossoró | Dados climatológicos para Mossoró | Dados climatológicos para Mossoró | Dados climatológicos para Mossoró | Dados climatológicos para Mossoró | Dados climatológicos para Mossoró | Dados climatológicos para Mossoró | Dados climatológicos para Mossoró | Dados climatológicos para Mossoró |
| Mês | Jan                               | Fev                               | Mar                               | Abr                               | Mai                               | Jun                               | Jul                               | Ago                               | Set                               | Out                               | Nov                               | Dez                               | Ano                               |
| --- | --------------------------------- | --------------------------------- | --------------------------------- | --------------------------------- | --------------------------------- | --------------------------------- | --------------------------------- | --------------------------------- | --------------------------------- | --------------------------------- | --------------------------------- | --------------------------------- | --------------------------------- |
| Temperatura máxima recorde (°C)                                                                                         | 37,7                              | 38,4                              | 38,3                              | 38,6                              | 37,6                              | 37,4                              | 37,2                              | 38                                | 38                                | 39,6                              | 38,3                              | 37,8                              | 39,6                              |
| Temperatura máxima média (°C)                                                                                           | 34,1                              | 33,9                              | 33,1                              | 32,6                              | 32,6                              | 32,5                              | 33,1                              | 34,3                              | 35                                | 35,1                              | 34,9                              | 34,8                              | 33,8                              |
| Temperatura média compensada (°C)                                                                                       | 28,5                              | 28,2                              | 27,6                              | 27,4                              | 27,2                              | 26,9                              | 27                                | 27,7                              | 28,3                              | 28,7                              | 28,7                              | 29                                | 27,9                              |
| Temperatura mínima média (°C)                                                                                           | 24,4                              | 24                                | 23,6                              | 23,5                              | 23,1                              | 22                                | 21,6                              | 21,7                              | 22,6                              | 23,5                              | 23,7                              | 24,2                              | 23,2                              |
| Temperatura mínima recorde (°C)                                                                                         | 17,1                              | 17,7                              | 18,5                              | 16,2                              | 18                                | 16                                | 16,9                              | 16,5                              | 17,1                              | 16,1                              | 16,7                              | 17,9                              | 16                                |
| Precipitação (mm) | 55,6                              | 95,8                              | 161,9                             | 162,1                             | 101,4                             | 45,2                              | 24,9                              | 8,4                               | 2,3                               | 2,1                               | 5,5                               | 17                                | 682,2                             |
| Umidade relativa compensada (%)                                                                                         | 71,5                              | 72,7                              | 78,6                              | 81,4                              | 77,3                              | 72,9                              | 66,7                              | 61,7                              | 60,1                              | 61,7                              | 64,5                              | 65,1                              | 69,5                              |
| Insolação (h) | 233,9                             | 204,5                             | 215,4                             | 205,5                             | 227,1                             | 215,9                             | 242,1                             | 276,3                             | 289,5                             | 305,6                             | 293,8                             | 274,6                             | 2 983,9                           |
| Fonte: INMET (normal climatológica de 1981-2010, exceto precipitação; recordes de temperatura: 01/01/1970 a 02/10/2008) |                                   |                                   |                                   |                                   |                                   |                                   |                                   |                                   |                                   |                                   |                                   |                                   |                                   |
| Fonte 2: EMPARN (médias de precipitação: 1916-2013; recordes de temperatura: 17/03/2021-presente)                       |                                   |                                   |                                   |                                   |                                   |                                   |                                   |                                   |                                   |                                   |                                   |                                   |                                   |

## Demografia
Entre os censos de 2010 e 2022, a população de Mossoró cresceu a uma taxa geométrica de 0,15% ao ano. Com 264 577 habitantes no último censo demográfico, Mossoró é o segundo município mais populoso do estado do Rio Grande do Norte, com uma densidade demográfica de 126,03 hab/km². De acordo com o mesmo censo, 52,18% da população eram mulheres e 47,82% homens, tendo uma razão de sexo de 91,63. Ao mesmo tempo, 92,73% viviam na zona urbana e apenas 7,27% na zona rural.
Quanto à cor ou raça, 58,39% dos habitantes se autodeclararam pardos, 25,5% brancos, 14,63% pretos, 1,25% indígenas e apenas 0,23% amarelos. Ainda segundo o mesmo censo, 59,66% da população acima dos dez anos eram católicos, 25,69% evangélicos, 0,83% espíritas e 0,32% umbandistas e candomblecistas. Outros 9,92% não tinham religião, 0,05% não declararam, 0,01% seguiam tradições indígenenas e 0,01% não souberam. Outras denominações, 3,51%.
O Índice de Desenvolvimento Humano do município (IDH-M) é considerado alto pelo Programa das Nações Unidas para o Desenvolvimento (PNUD). Segundo dados do relatório de 2010, divulgados em 2013, seu valor era de 0,720, sendo o terceiro maior do Rio Grande do Norte, atrás somente de Parnamirim (1º) e Natal (2º), e o 1 301 ° do Brasil. Considerando-se apenas o índice de longevidade, seu valor é de 0,811, o valor do índice de renda é de 0,694 e o de educação 0,663.
De 2000 a 2010, o índice de Gini caiu de 0,57 para 0,52 e a proporção de pessoas com renda domiciliar per capita de até R$ 140 reduziu em 60,6%, passando de 35,4% para 14%. Em 2010, 86,05% da população mossoroense viviam acima da linha de pobreza, 9,09% entre as linhas de indigência e de pobreza e 4,86% estava abaixo da linha de indigência. No mesmo ano, o índice de Gini era de 0,52 e a participação dos 20% da população mais rica da cidade no rendimento total municipal era de 57,6%, valor quase quinze vezes superior à dos 20% mais pobres, que era de 3,85%.

## Política

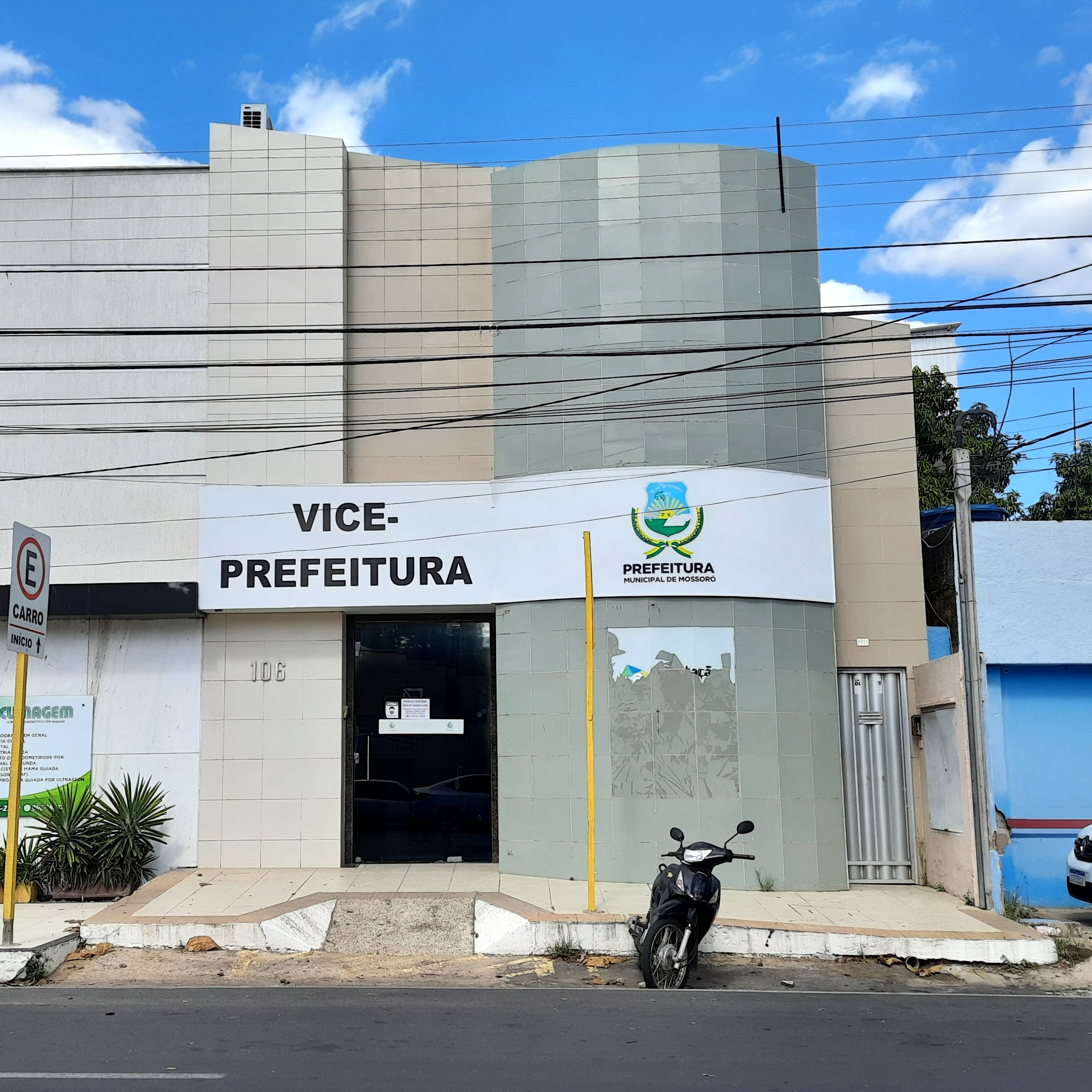
Sede da vice-prefeitura de Mossoró

De acordo com a lei orgânica do município de Mossoró, promulgada em 3 de abril de 1990 e alterada por emendas posteriores, a administração municipal se dá por dois poderes executivo e legislativo, independentes e harmônicos entre si. O primeiro é representado pelo prefeito, auxiliado seu gabinete de secretários, enquanto o segundo é representado pela câmara municipal, que possui 21 vereadores. Cabe à casa elaborar e votar leis fundamentais à administração e ao executivo, especialmente o orçamento municipal.
Existem também alguns conselhos municipais em atividade: Antidrogas, Assistência Social, Conselho Tutelar, Cultura, Defesa do Meio Ambiente, Desenvolvimento Econômico Sustentável, Direitos da Mulher, Educação, FUMAC, FUNDEF, Saúde, Trabalho Comunitário e Turismo. No Fórum Dr. Silveira Martins funciona a comarca de Mossoró, do poder judiciário estadual. Segundo o Tribunal Superior Eleitoral (TSE), o município possuía, em dezembro de 2020, 175 169 eleitores (7,181% do eleitorado potiguar), distribuídos em duas zonas eleitorais (33ª e 34ª).

## Economia
O Produto Interno Bruto (PIB) de Mossoró é o segundo maior do Rio Grande do Norte e o maior da região oeste do estado. De acordo com dados do IBGE, relativos a 2013, o PIB do município era de R$ 6 538 346 mil, dos quais R$ 2 648 585 mil do setor de serviços, R$ 1 988 062 mil da indústria, R$ 1 028 608 mil da administração municipal (excluindo-se a arrecadação de impostos), R$ 731 678 de impostos e R$ 141 413 mil da agropecuária. O PIB per capita é de R$ 23 325,08.

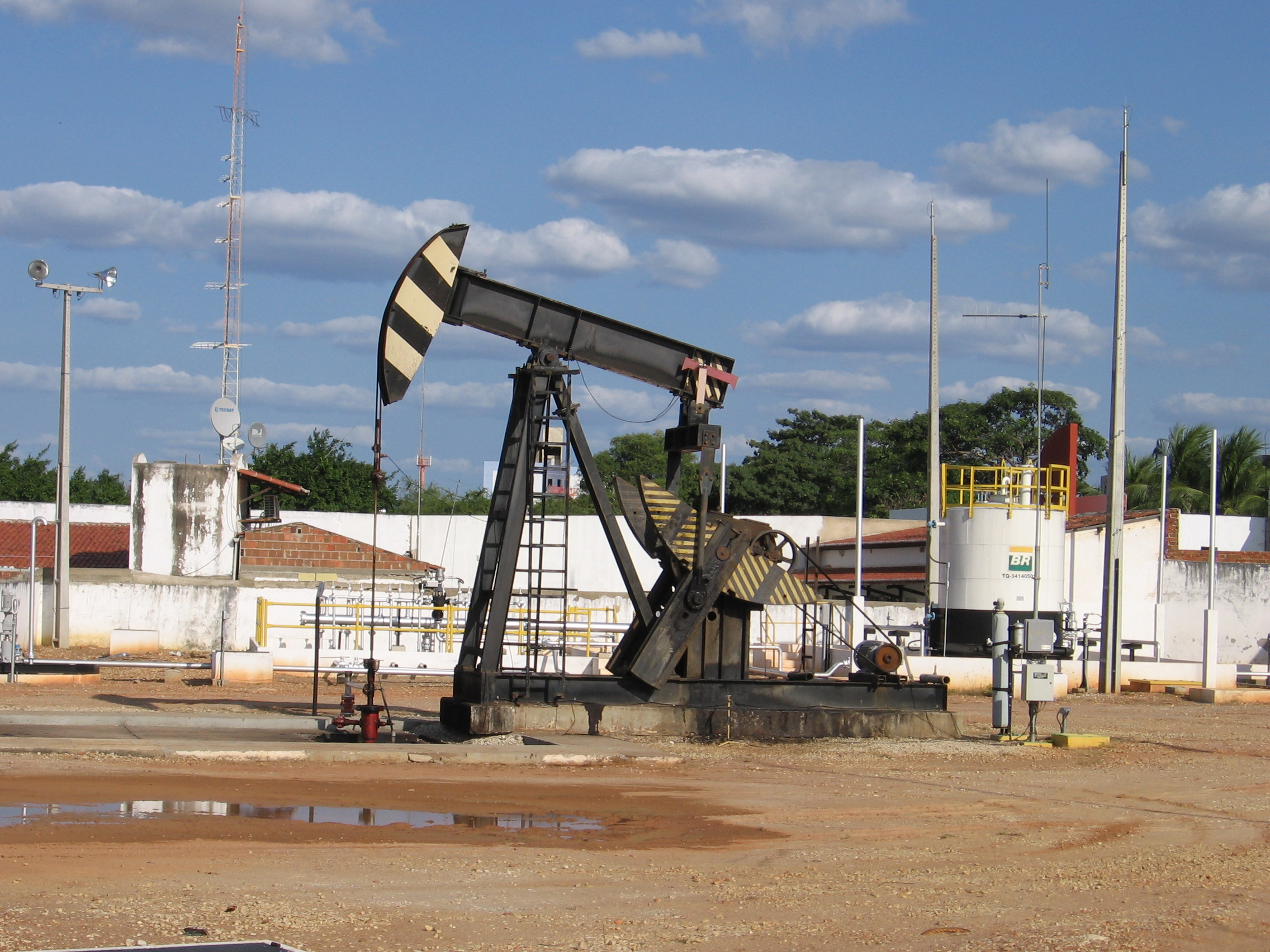
Extração de petróleo em território mossoroense. O município é o maior produtor de petróleo em terra do país.

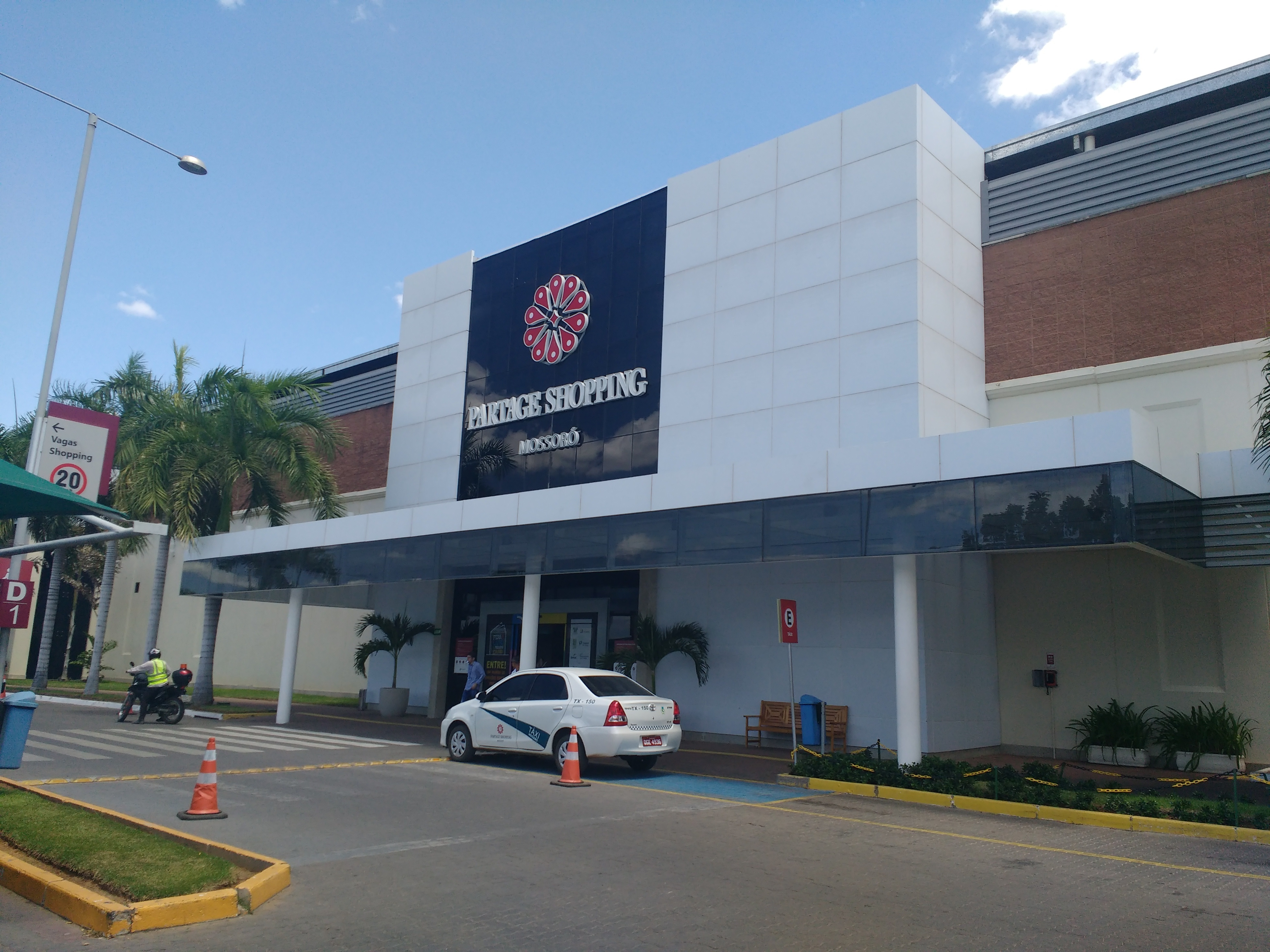
Partage Shopping Mossoró, antigo Mossoró West Shopping, um dos principais centros comerciais do Rio Grande do Norte

Em 2010, considerando-se a população municipal com idade igual ou superior a dezoito anos, 64,1% eram economicamente ativas ocupadas, 25,8% economicamente inativa e 10,1% economicamente ativa desocupada. Ainda no mesmo ano, levando-se em conta população ativa ocupada a mesma faixa etária, 43,71% trabalhavam no setor de serviços, 19,72% no comércio, 9,78% na construção civil, 8,52% em indústrias de transformação, 5,67% na agropecuária, 4,5% em indústrias de extração e apenas 0,76% na utilidade pública. Conforme a Estatística do Cadastro de Empresas de 2014, Mossoró possuía 5 891 unidades (empresas) locais, 5 577 delas atuantes.
No setor primário do município, o destaque é a fruticultura irrigada. Mossoró forma, com os municípios vizinhos Assu e Baraúna, o Polo Mossoró/Baraúna/Assu, o maior produtor de melão do Brasil, seguido pela região do Médio Jaguaribe, no vizinho estado do Ceará. O polo chegou, no ano de 2007, a produzir um total aproximado em 254 mil toneladas (t) da fruta, a maior parte (204 mil toneladas) exportadas para o mercado externo. A região polarizada por Mossoró é, desde 1990, conhecida pelo Ministério da Agricultura como "Mosca da Fruta" ou "área livre da praga Anastrepha Grandis, condição que proporciona e facilita a entrada de produtos mossoroenses em outros mercados consumidores, entre os quais Estados Unidos, Japão e União Europeia.
Segundo dados do IBGE, em 2015 o município produziu, na lavoura temporária, melão (187 600 t), melancia (56 000 t), milho (264 t), mandioca (240 t), feijão (190 t), cebola (1 170 t) e sorgo (19 t), enquanto na lavoura permanente foram produzidos coco-da-baía (54 mil frutos), mamão (3 900 t), banana (1 100 t), manga (1 000 t), castanha de caju (829 t), laranja (54 t) e maracujá (38 t). Na pecuária, o município também possuía um rebanho de 846 621 galináceos, 35 912 ovinos, 28 100 codornas, 24 108 caprinos, 19 102 bovinos, 18 900 e 3 812 equinos, tendo também produzido 23 800 dúzias de ovos de galinha, 7 750 mil litros de leite, 6 800 mil dúzias de ovos de codorna e 5 680 quilogramas de mel de abelha.
Na indústria, Mossoró é tanto o maior produtor nacional de sal quanto de petróleo em terra, com uma produção diária de 47 mil barris e mais de 3 500 poços. Destacam-se ainda a produção de cimento e de cerâmica, sendo encontradas várias filiais de empresas de grande porte. O município é um dos principais polos industriais do Rio Grande do Norte, ao lado de Natal, abrigando uma grande concentração de indústrias têxteis, de confecção e de artigos essencialmente voltados ao turismo. Nos últimos anos, a construção civil também tem ganhando força na economia de Mossoró.
O comércio mossoroense é um dos mais dinâmicos do estado do Rio Grande do Norte. A cidade possui alguns centros comerciais, entre os quais o Partage Shopping Mossoró, antigo Mossoró West Shopping, primeiro shopping center do município, inaugurado em 2007 e o maior centro de compras da região oeste do Rio Grande do Norte, administrado, desde 2011, pelo grupo paulista Partage; o Atacadão,, Maxxi Atacado e o Big Hiper Bompreço, além das micro e pequenas empresas. Também há o Mercado Público de Mossoró, o mais antigo centro comercial da cidade, que foi construído no século XIX, por volta de 1875, tendo seu acabamento final dois anos depois e sendo reconstruído três décadas mais tarde, localizado no Centro da Cidade, sendo um dos espaços comerciais mais frequentados diariamente em Mossoró.

## Infraestrutura
O serviço de abastecimento de água do município é feito pela Companhia de Águas e Esgotos do Rio Grande do Norte (CAERN) e a concessionária responsável pelo fornecimento de energia elétrica é a Companhia Energética do Rio Grande do Norte (COSERN), do Grupo Neoenergia, que atende em todos os 167 municípios do estado do Rio Grande do Norte. A voltagem nominal da rede é de 220 volts. Em 2010, o município possuía 95,15% de seus domicílios com água encanada, 99,54% com eletricidade e 92,98% com coleta de lixo, que é despejado em um aterro sanitário na zona rural, em operação desde 2008.
O código de área (DDD) de Mossoró é 084 e o Código de Endereçamento Postal (CEP) varia na faixa de 59600-000 a 59649-999. Em 2010, de acordo com o IBGE, 68,43% dos domicílios do município tinham apenas telefone celular, 20,37% celular e telefone fixo, 1,59% apenas o fixo e 9,57% não possuíam nenhum. A cidade também é sede da InterTV Costa Branca, afiliada da TV Globo, inaugurada em março de 2015. Dentre os jornais em circulação, destaca-se O Mossoroense, um dos mais antigos da América Latina, fundado em 17 de outubro de 1872 e, desde 2016, disponível apenas na versão online na internet.

### Saúde

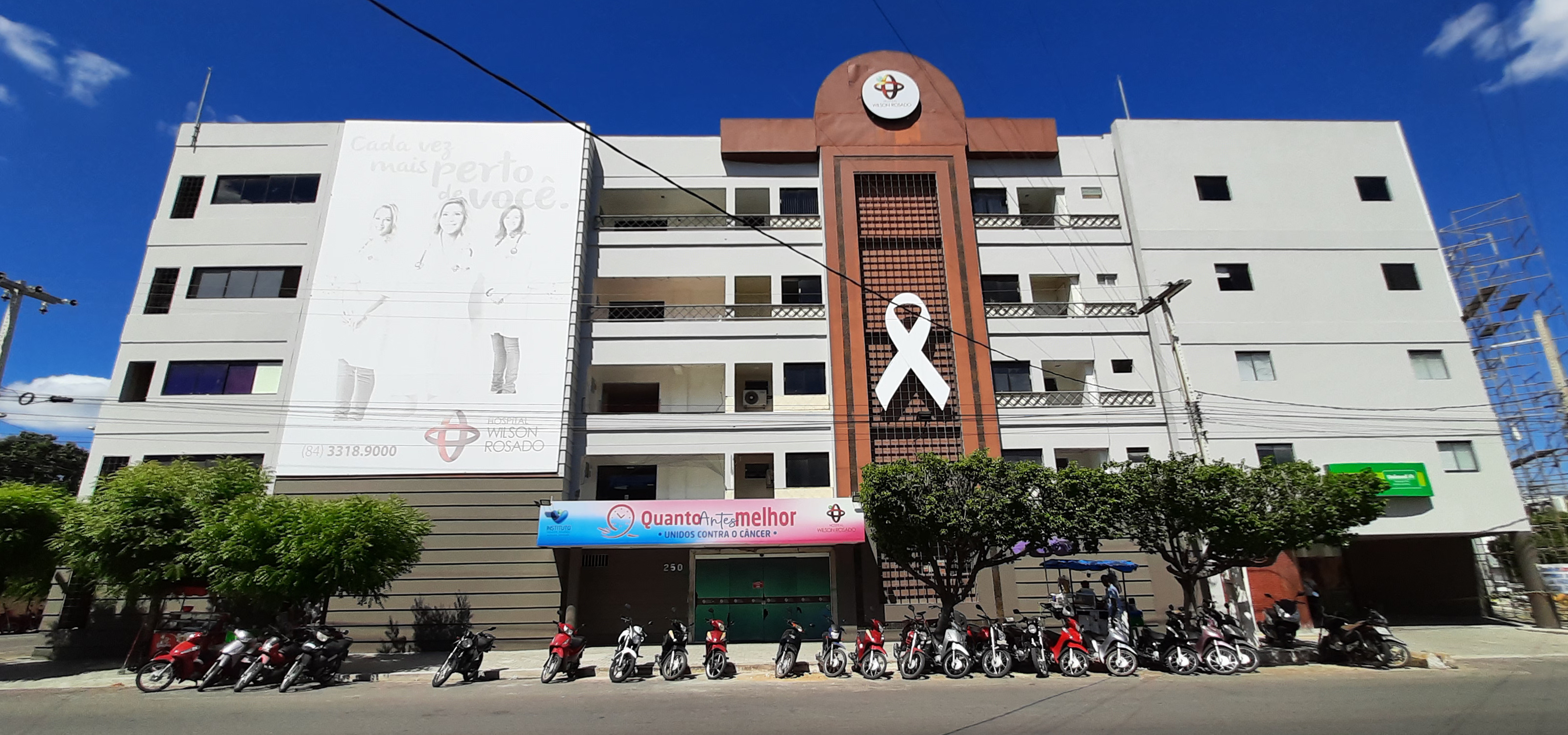
Hospital Wilson Rosado

Mossoró possuía, em 2009, 115 estabelecimentos de saúde, 68 privados e 47 públicos (43 estaduais e quatro municipais), entre hospitais, pronto-socorros, postos de saúde e serviços odontológicos, com um total de 664 leitos para internação. Em abril de 2010, a rede profissional de saúde do município era constituída por 977 médicos, 338 auxiliares de enfermagem, 209 enfermeiros, 196 cirurgiões-dentistas, 146 técnicos de enfermagem, 101 assistentes sociais, 95 farmacêuticos, 48 fisioterapeutas, trinta psicólogos, 27 nutricionistas e 22 fonoaudiólogos, totalizando 2 189 profissionais.

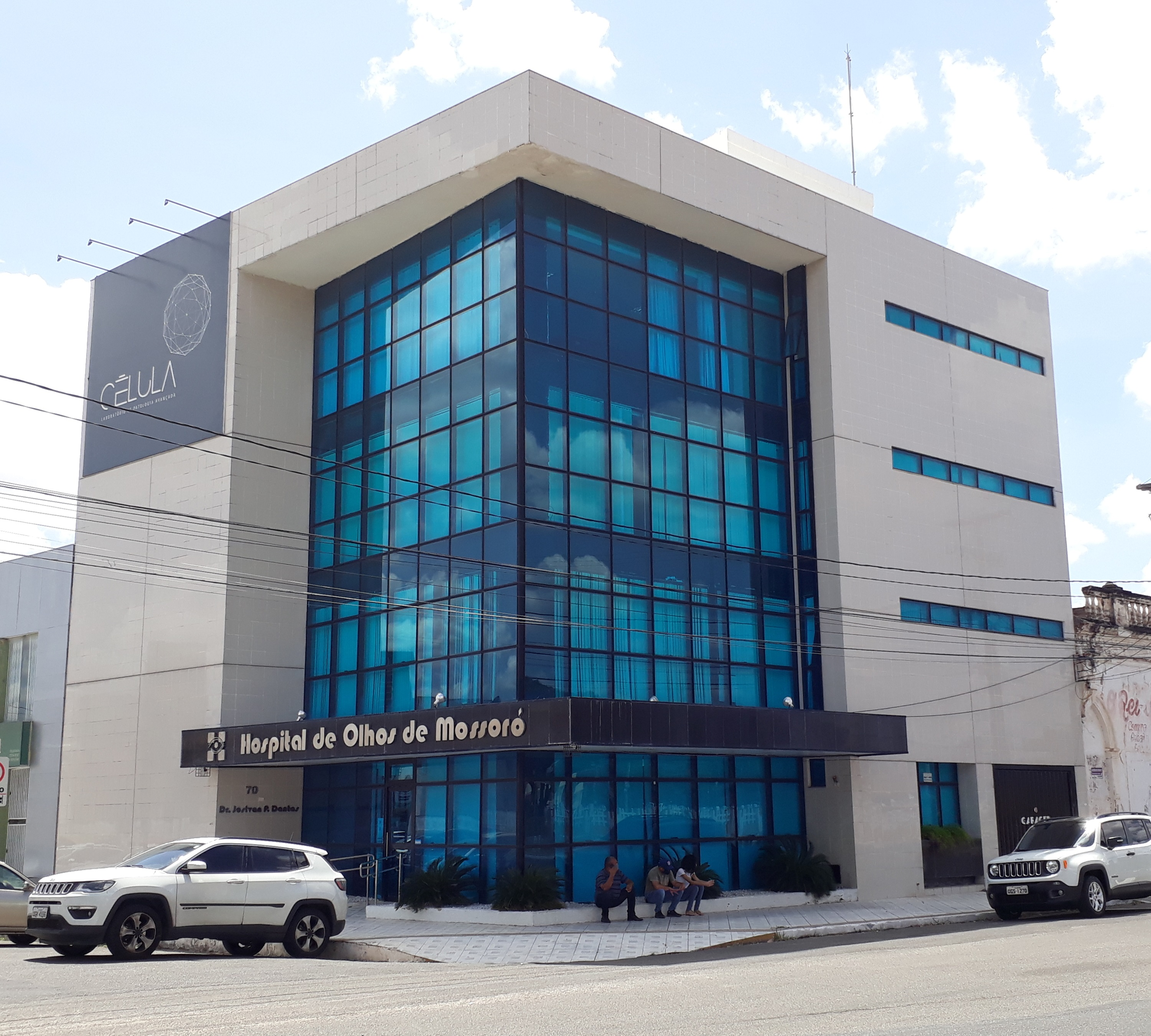
Hospital de Olhos de Mossoró

No mesmo ano, a expectativa de vida ao nascer era de 73,64 anos, a taxa de mortalidade infantil de 17,9 por mil nascimentos e a taxa de fecundidade de 2,0 filhos por mulher. Segundo dados do Ministério da Saúde, 536 casos de AIDS foram registrados em Mossoró entre 1990 e 2013 e, de 2001 a 2011, foram notificados 5 471 casos de dengue, 283 de leishmaniose e dois de malária. Em 2014, 94,7% das crianças menores de um ano de idade estavam com a carteira de vacinação em dia e, dentre as crianças menores de dois anos foram pesadas pelo Programa Saúde da Família (PSF), 0,7% estavam desnutridas.
Mossoró é sede da II Unidade Regional de Saúde Pública do Rio Grande do Norte (II URSAP). O Hospital Regional Dr. Tarcísio Maia, inaugurado em 10 de maio de 1986, é o maior e principal hospital do município, considerado referência para a região do oeste potiguar, prestando serviços em várias especialidades. Também se destaca o Hospital Rafael Fernandes. Outros hospitais de Mossoró são: Almeida Castro (hospital maternidade), da LMECC, de Oftalmologia, de Olhos, do Rim, São Camilo de Léllis, da Polícia Militar, São Luiz Ltda, Unimed e Wilson Rosado. Até 2016 havia o Hospital da Mulher Parteira Maria Correia, fechado pelo governo estadual.

### Educação
O fator "educação" do IDH no município atingiu, em 2010, a marca de 0,663, ao passo que a taxa de alfabetização da população acima dos dez anos indicada pelo último censo demográfico do mesmo ano foi de 87% (85,1% para os homens e 88,9% para as mulheres). As taxas de conclusão dos ensinos fundamental (15 a 17 anos) e médio (18 a 24 anos) erma de 84,7% e 47,5%, respectivamente, e o percentual de alfabetização da população entre 15 e 24 anos de 96,7%.
| 2005 | 3,2 | 2,9 |
| 2007 | 3   | 3   |
| 2009 | 4,1 | 2,8 |
| 2011 | 4,5 | 3,3 |
| 2013 | 4,8 | 3,7 |
| 2015 | 5,2 | 3,7 |

Ainda em 2010, Mossoró possuía uma expectativa de anos de estudos de 9,97 anos, valor superior à média estadual (9,54 anos). O percentual de crianças de cinco a seis anos na escola era de 96,6% e de onze a treze anos cursando o fundamental de 87,18%. Entre os jovens, a proporção na faixa de quinze a dezessete anos com fundamental completo era de 57,96% e de 18 a 20 anos com ensino médio completo de 45,68%. Considerando-se apenas a população com idade maior ou igual a 25 anos, 51,55% tinham ensino fundamental completo, 37,84% o médio completo, 17,33% eram analfabetos e 9,89% possuíam ensino superior completo.
Em 2015, a defasagem entre alunos do ensino fundamental, ou seja, com idade superior à recomendada, era de 11,4% para os anos iniciais e 30,6% nos anos finais, sendo esse índice de 35,5% no ensino médio. No mesmo ano o município possuía uma rede de 164 escolas de ensino fundamental (com 1 832 docentes), 123 do pré-escolar (385 docentes) e 37 de ensino médio (594 docentes).
No ensino superior, Mossoró abriga a reitoria da Universidade do Estado do Rio Grande do Norte (UERN) e da Universidade Federal Rural do Semi-Árido (UFERSA), esta última criada em 2005 a partir da transformação da Escola Superior de Agricultura de Mossoró (ESAM) (fundada por decreto municipal em 1967) em universidade. Algumas das várias instituições de ensino superior no município são: Instituto Federal do Rio Grande do Norte (IFRN); Faculdade Católica do Rio Grande do Norte; Faculdades de Enfermagem e de Medicina Nova Esperança (FACENE); Faculdade Pitágoras; Centro Universitário Maurício de Nassau (UNINASSAU); Centro Universitário Leonardo da Vinci (UNIASSELVI) Faculdade do Vale do Jaguaribe (FVJ); Faculdade Regional da Bahia (UNIRB), Universidade Potiguar (UNP).

### Criminalidade e segurança pública
Segundo o Mapa da Violência de 2014, com dados relativos a 2012, divulgados pelo Instituto Sangari, dos municípios com mais de vinte mil habitantes, a taxa de homicídios no município foi de 60,0 para cada 100 mil habitantes, ficando na quinta posição a nível estadual e na 162ª a nível nacional. O índice de suicídios naquele ano para cada 100 mil habitantes era de 9,4, sendo o oitavo a nível estadual e o 289° a nível nacional. Já em relação à taxa de óbitos por acidentes de trânsito, o índice foi de 43,5 para cada grupo de 100 mil habitantes, o primeiro a nível estadual e o 203° a nível nacional.
Dados mais recentes da Secretaria da Segurança Pública e da Defesa Social do Rio Grande do Norte (SESED/RN) mostram que 2016 foi o ano mais violento da história do município, com 217 homicídios, sendo Santo Antônio o bairro mais violento da cidade. Segundo o Atlas da Violência 2016, divulgado pelo Instituto de Pesquisa Econômica Aplicada (IPEA), Mossoró possui uma taxa 71,5 homicídios para cada grupo de cem mil habitantes, sendo o nono município mais violento do país e o segundo a nível estadual, depois de Macaíba, na Região Metropolitana de Natal.
Para tentar reduzir essas taxas de criminalidade, o 2.º e o 12.º batalhões da polícia militar do Rio Grande do Norte, sediados em Mossoró, junto com o poder público, buscam tomar medidas inerentes à segurança pública. O município abriga uma penitenciária federal, inaugurada em 2009, e possui uma guarda civil municipal, instituída pela lei complementar 37, de 14 de dezembro do mesmo ano, com o intuito de colaborar na segurança pública.

### Transporte

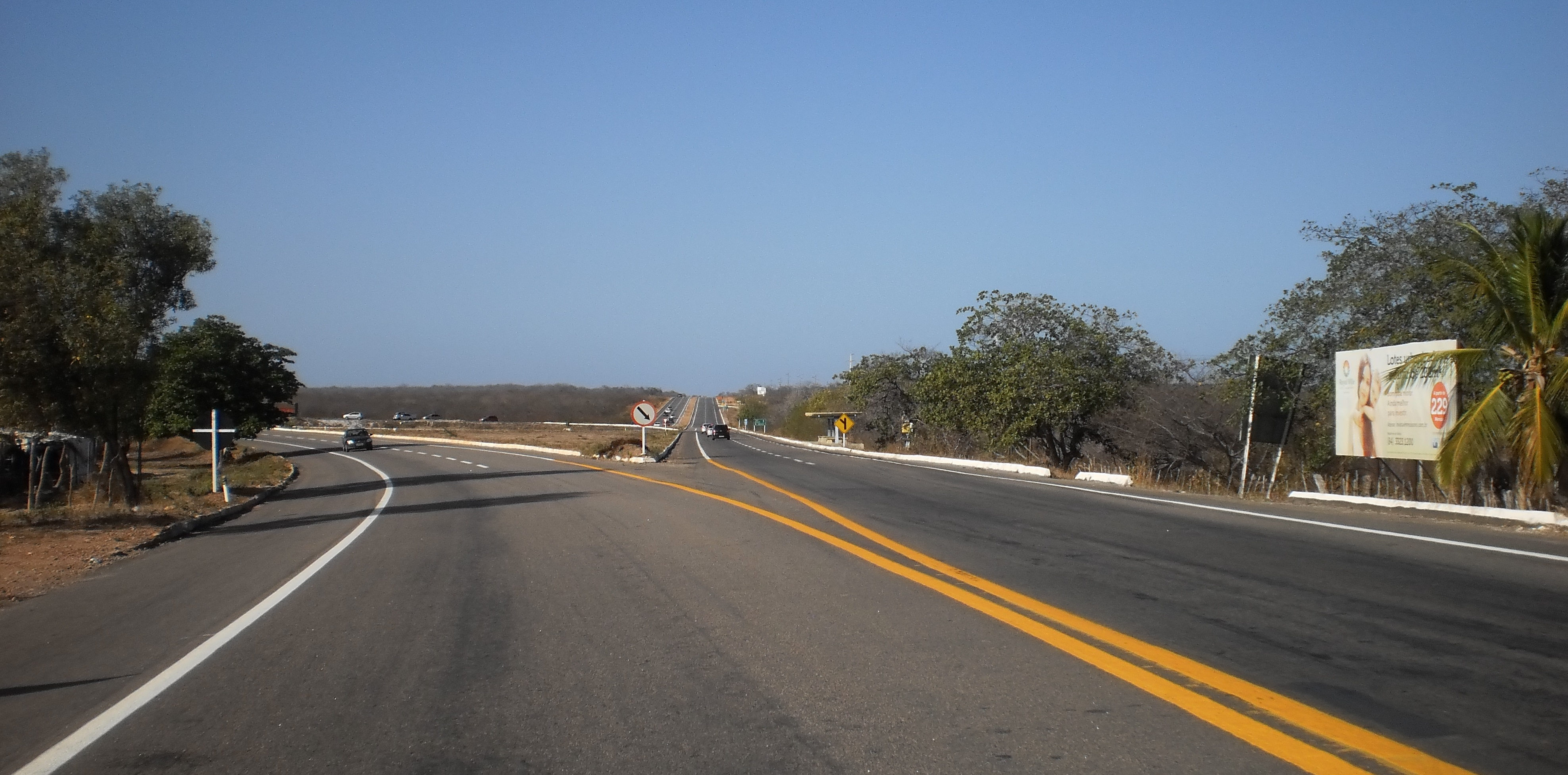
Encontro da BR-304 (curva) com a RN-013 (ao fundo da imagem), que ligam Mossoró a Natal/Fortaleza e a Tibau, respectivamente

A frota municipal em 2018 era de 162 639 veículos, sendo 59 267 automóveis, 51 782 motocicletas, 16 810 motoneta, 10 661 ciclomotores, 9 160 caminhonetes, 4 196 caminhões, 3 075 utilitários, 2 549 camionetas, 1 883 utilitários, 1 543 semirreboques, 907 caminhões-trator, 387 ônibus, 293 micro-ônibus, 96 triciclos, vinte tratores de rodas, três sidecars e um chassi plataforma, além dez em outras categorias. Desde 2009, o trânsito de Mossoró é municipalizado e gerido pela Secretaria Municipal de Segurança Pública, Defesa Civil, Mobilidade Urbana e Trânsito.
O município é cortado pelas seguintes rodovias federais: a BR-405, que se inicia em Mossoró começa atravessa toda a região oeste potiguar, estendendo-se até o Marizópolis, no sertão da Paraíba; a BR-304, que interliga Natal e Fortaleza e a BR-110, que tem início em Areia Branca, passa pela sede municipal e se estende até Catu, na Bahia. As rodovias estaduais que atravessam o território mossoroense são: a RN-013, que liga Mossoró a Tibau, recentemente duplicada; a RN-015, que liga Mossoró a Baraúna; e a RN-117, que liga a Mossoró a diversos municípios do oeste potiguar.
No transporte aeroviário, Mossoró é servido pelo Aeroporto Dix-Sept Rosado, localizado no bairro Aeroporto e administrado pelo Departamento de Estradas de Rodagem do Rio Grande do Norte (DER-RN). A bicicleta é outro meio de transporte utilizado na zona urbana, embora existam poucos quilômetros de ciclovias. Há projetos que envolvem a construção de mais ciclovias, bem como de estacionamentos próprios para e exclusivos para bicicleta, a fim de melhorar a mobilidade urbana.
Mossoró era atravessado pela ferrovia da Estrada de Ferro Mossoró-Sousa, projetada no século XIX e inaugurada em 15 de março de 1915, inicialmente ligando o município a Porto Franco (atual Areia Branca). Com o passar do tempo, a ferrovia foi se expandindo até que, em 1950, a estrada de ferro chegou ao município Sousa, no sertão da Paraíba. Desde a década de 1970, a estrada de ferro foi desativada, embora os trens destinados ao transporte de passageiros continuassem circulando no ramal de Mossoró até 1991. Nos dias atuais, parte dos trilhos desta ferrovia não existe mais e a antiga estação ferroviária foi transformada na atual Estação das Artes Elizeu Ventania.

## Cultura
É notório que, apesar de ser um polo cultural, a cidade ainda não possua um centro histórico definido. A ONG Salv'Art - Instituto de Serviço e Apoio a Arte, Cultura, Cidadania e Meio Ambiente - tem buscado apoio junto aos poderes públicos para que ele se instale na antiga praça da Redenção, hoje praça Dorian Jorge Freire, visto que ali se encontram ainda intactos muito da arquitetura antiga na cidade.
São feriados municipais os dias 30 de setembro, data da abolição da escravidão no município, e o dia 13 de dezembro, dia da padroeira Santa Luzia. O dia em que Mossoró foi elevado à categoria de cidade, 9 de novembro, é considerado ponto facultativo.

### Espaços culturais e pontos turísticos
Mossoró conta com alguns espaços culturais, dentre museus e teatros. Existem dois teatros, sendo o mais antigo deles o Teatro Lauro Monte Filho, no centro da cidade, com capacidade para 483 pessoas. O teatro funciona no mesmo prédio onde funcionou um antigo cinema de Mossoró, o Cine Cid, inaugurado em 22 de julho de 1964. Posteriormente sediou um templo da Igreja Universal do Reino de Deus e, somente, em 1999, quando o governo estadual comprou o prédio, passou à condição de teatro. Foi fechado em 2008 devido a problemas estruturais e reaberto somente em 2018.

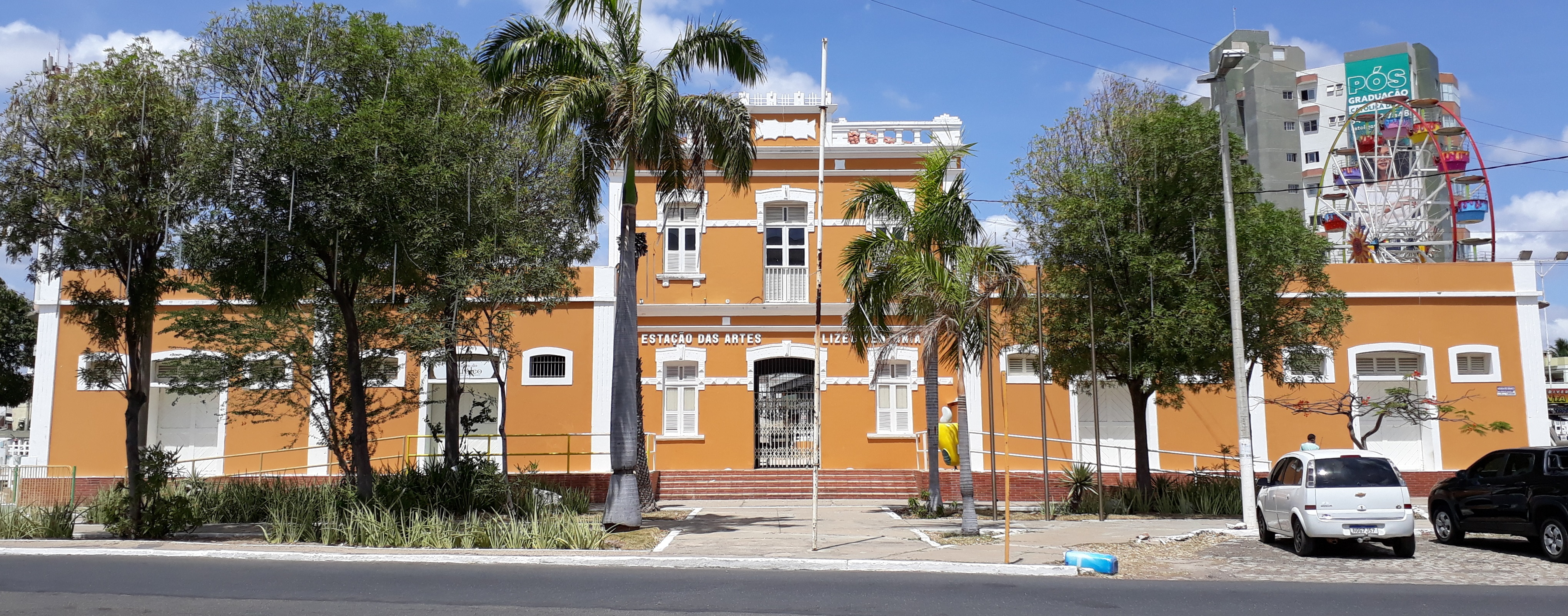
Estação das Artes Elizeu Ventania, antiga estação ferroviária, local que hoje abriga o Museu do Petróleo e onde acontecem os principais eventos culturais de Mossoró

Somente em 2003 viria a ser inaugurado o Teatro Municipal Dix-Huit Rosado, o principal da cidade, construído pela prefeitura em parceria da Petrobras com capacidade para 740 lugares. Nele ocorrem diversas apresentações culturais, como danças folclóricas, encenações de peças teatrais, bem como assembleias e outros eventos. Entre os museus, destaca-se o Memorial da Resistência Mossoroense possui exposições que destacam o tema do cangaço e a resistência ao bando de Lampião durante sua invasão em 1927.
A Estação das Artes Elizeu Ventania, antiga estação ferroviária, abriga o Museu do Petróleo, com uma exposição diversa de materiais sobre a história do petróleo em Mossoró e no Rio Grande do Norte. O Museu Municipal Jornalista Lauro Escócia já abrigou uma antiga cadeia pública e foi criado em 1948, sendo hoje um dos monumentos pertencentes ao centro cultural do município, abrangendo exposições referentes à história de Mossoró, além de documentos históricos. O Museu de Paleontologia Vingt-Un Rosado, por sua vez, reúne espécies de fósseis da antiga ESAM (Escola Superior de Agricultura de Mossoró), hoje UFERSA.
Principal cidade do Polo Costa Branca, Mossoró é um dos principais destinos turísticos do Rio Grande do Norte. Dentre os pontos turísticos estão a Capela de São Vicente, a Catedral de Santa Luzia, o Cemitério São Sebastião, o Mercado Municipal e o Mercado do Bode, além dos museus, do Teatro Dix-Huit Rosado e da Estação das Artes.

### Eventos

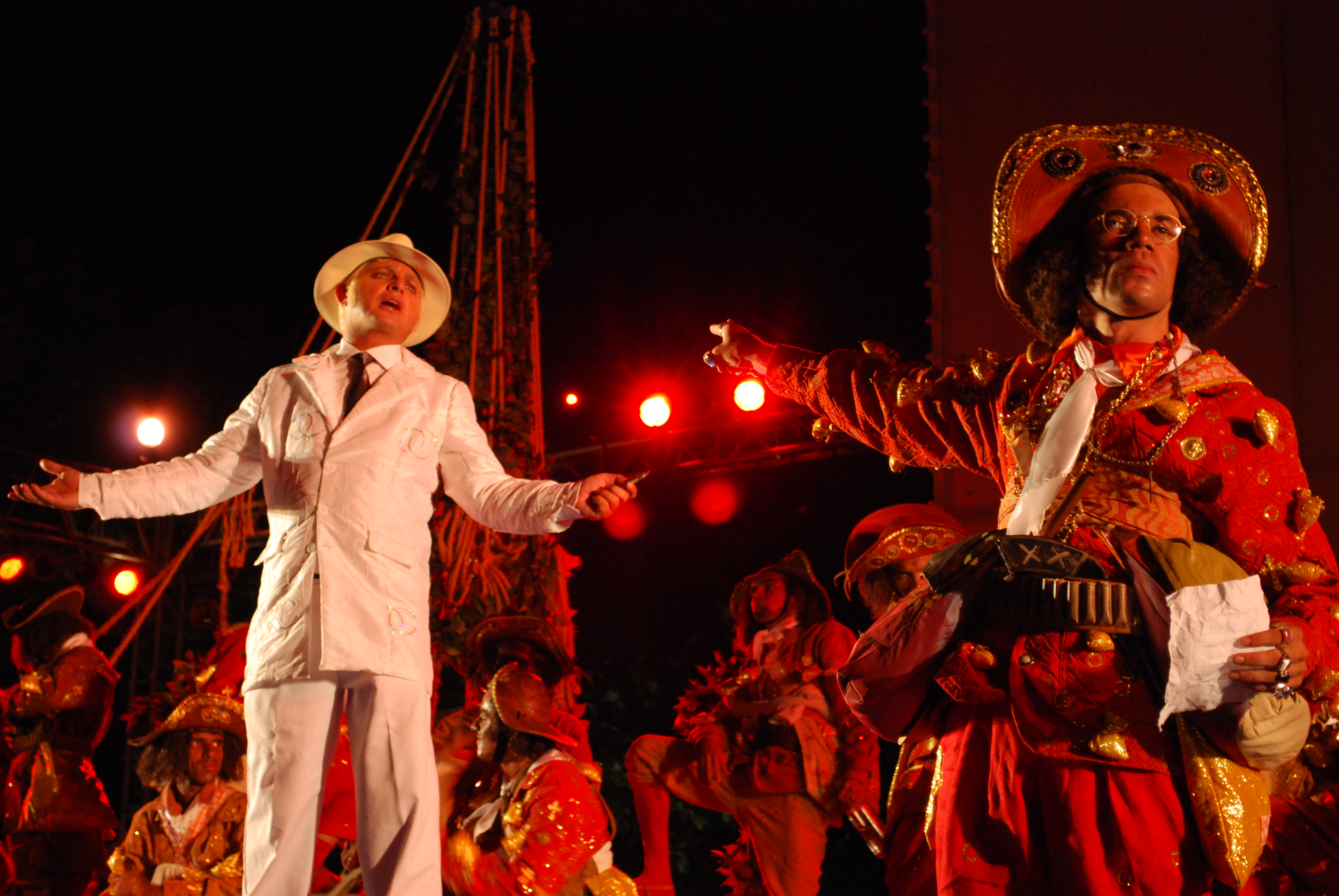
Espetáculo "Chuva de Bala no País de Mossoró", realizado dentro do Mossoró Cidade Junina

O Mossoró Cidade Junina, uma das maiores festas juninas do Nordeste brasileiro, chegando a atrair mais de um milhão de turistas, acontece desde 1996 na estação das artes, ao longo do mês de junho. Conta com apresentações de quadrilhas e apresentações musicais, além de barracas com comidas típicas e projetos culturais. Durante o evento acontece um espetáculo teatral, a Chuva de Bala no País de Mossoró, que lembra a trajetória do cangaceiro Lampião e seu bando na cidade (1927), é realizado desde 2003 em frente à capela de São Vicente, local dos confrontos entre o bando e a população local.
A festa da padroeira Santa Luzia é um dos principais eventos religiosos do Rio Grande do Norte e acontece no mês de dezembro, em frente à catedral, começando no dia 3 com a missa de abertura e prosseguindo durante nove noites de novena. Ao longo da festa acontece o Oratório de Santa Luzia, uma encenação teatral que conta a história de Santa Luzia e acontece logo após o término das novenas. Também realizados diversos outros eventos, como a cavalgada de Santa Luzia, a pedalada da Luz e a Moto Romaria da Luz, além de apresentações musicais. Os festejos se encerram no dia 13 de dezembro com missas e a tradicional procissão, chegando a atrair até cem mil fiéis de Mossoró e outros lugares. Através da lei estadual 10 114, de 7 de outubro de 2016, a festa passou a ser considerada patrimônio cultural, histórico e imaterial do Rio Grande do Norte.
Outros eventos importantes do calendário cultural de Mossoró são: a Festa do Bode, realizada no Parque de Exposição Armando Buá pelo governo do Rio Grande do Norte, em parceria com a prefeitura municipal e associações locais, cuja programação inclui exposições de bovinos, caprinos, ovinos e suínos, bem como de produtos artesanais, além de um festival gastronômico, apresentações artísticas, entre outras atrações; a Feira Industrial e Comercial da Região Oeste (FICRO), que acontece desde 1987 e é promovida pela Associação Comercial e Industrial de Mossoró (ACIM); a Feira do Livro de Mossoró, evento de incentivo à leitura que ocorre desde 2005, com exposições de livros e uma vasta programação; a Feira Internacional de Fruticultura Tropical Irrigada (Expofruit), o principal evento da fruticultura irrigada do Brasil, contando com a participação de diversas empresas nacionais e internacionais e o Auto da Liberdade, principal espetáculo teatral realizado dentro da Festa de Liberdade, no final de setembro, que recorda três dos quatro atos libertários de Mossoró: o motim das mulheres (1875), a abolição da escravidão (1883) e o primeiro voto feminino (1927), contando também desfiles e apresentações musicais.

### Esportes

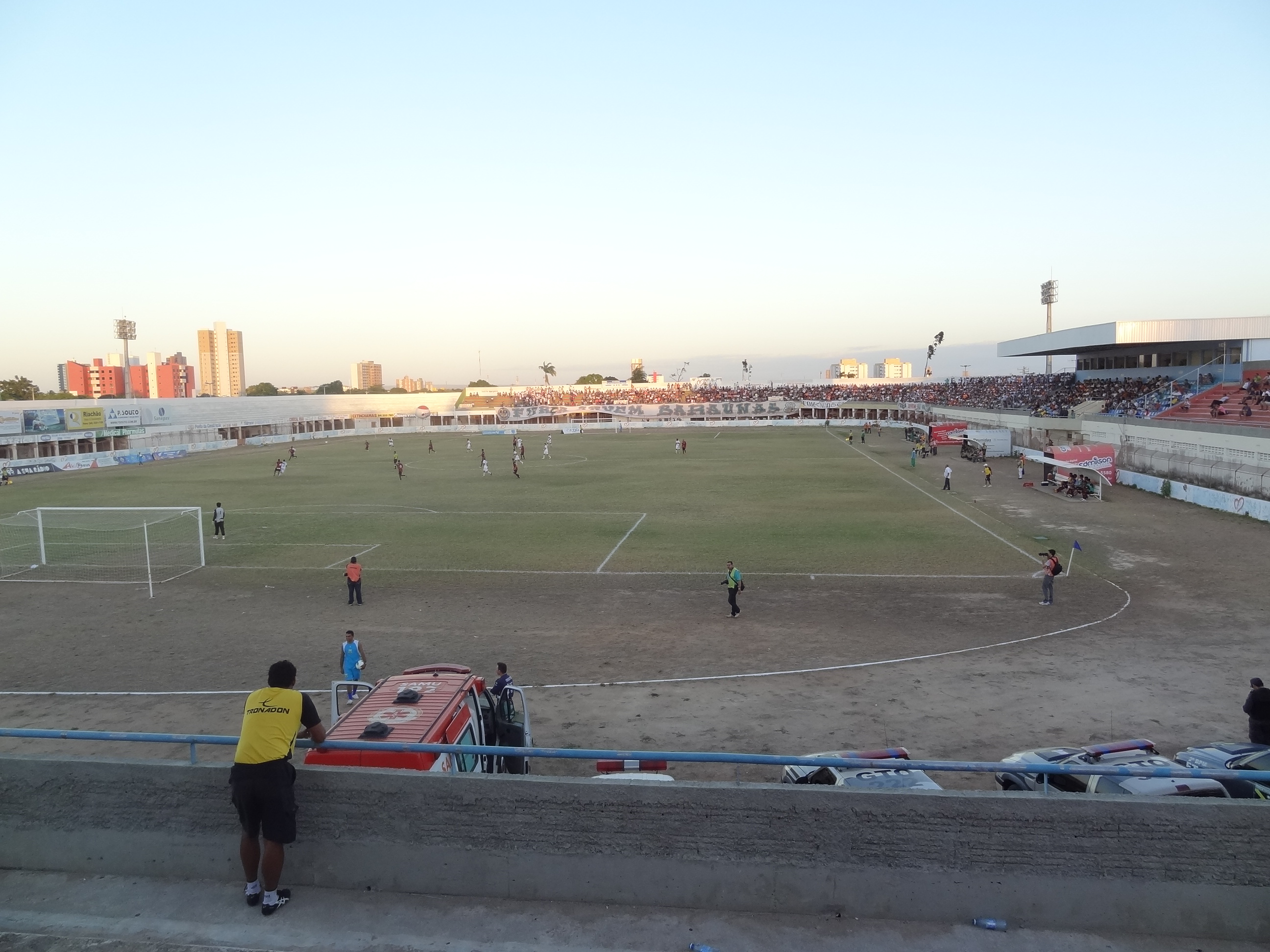
Jogo entre o Baraúnas de Mossoró e o Campinense (de Campina Grande, Paraíba) no Nogueirão, pela série D do campeonato brasileiro de 2012. O Baraúnas venceu por 2 a 0.

O primeiro clube de futebol de Mossoró foi o Humaitá Futebol Clube, fundado em 14 de outubro de 1919. O município conta com o Estádio Leonardo Nogueira, conhecido popularmente como Nogueirão, criado em 25 de janeiro de 1922, e casa de dois tradicionais clubes de futebol da cidade, a Associação Cultural e Desportiva Potiguar (Potiguar de Mossoró) e a Associação Cultural Esporte Clube Baraúnas (Baraúnas), sendo o primeiro detentor de dois títulos (2004 e 2013) no Campeonato Potiguar de Futebol e o último de apenas um título (2006).
Anualmente acontecem diversos eventos no setor esportivo em Mossoró, entre os quais a Prova Ciclística Governador Dix-Sept Rosado, disputada desde 1949, em categorias, sendo uma das mais antigas do Brasil na modalidade ciclismo, inicialmente realizada em um trajeto de Governador Dix-Sept Rosado (à época distrito e depois município) e Mossoró, e hoje sendo realizada apenas em ruas da zona urbana, assim como os Jogos Escolares Municipais (JEM's), que reúnem diversas modalidades e ocorre entre estudantes de várias escolas do município, com o objetivo de incentivar a prática de esportes.